# Edoardo Borromeo

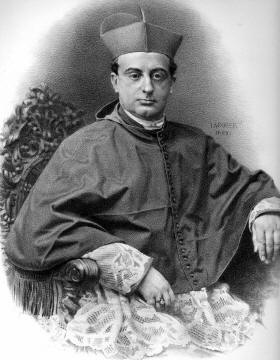
Edoardo Kardinal Borromeo

Edoardo Borromeo (auch Odoardo Borromeo Arese; * 3. August 1822 in Mailand; † 30. November 1881 in Rom) war ein italienischer Kardinal. Er war der Siebte aus einer Reihe von Kardinälen aus der Borromeofamilie.

## Biografie
Borromeo war Präfekt des Päpstlichen Hauses unter Pius IX. Dieser spendete ihm im Dezember 1846 die Priesterweihe und erhob ihn im Konsistorium vom 16. März 1868 zum Kardinaldiakon mit der Titeldiakonie Santi Vito, Modesto e Crescenzia. 1872 ernannte ihn Pius IX. zum Erzpriester der Petersbasilika. Kardinal Borromeo war Teilnehmer am Ersten Vatikanischen Konzil und am Konklave 1878, aus welchem Leo XIII. als Papst hervorging.
Am 28. März 1878 wurde er in die Kardinalsklasse der Kardinalpriester aufgenommen und erhielt als Titelkirche Santa Prassede. Zudem wurde er am 19. April 1878 zum Titularerzbischof von Adana ernannt. Die Bischofsweihe spendete ihm Papst Leo XIII. am 19. Mai desselben Jahres; Mitkonsekratoren waren Alessandro Sanminiatelli Zabarella, Großalmosenier Seiner Heiligkeit, und Francesco Marinelli OESA, Titularbischof von Porphyreon.